# Luca Castiglia
Luca Castiglia (* 17. März 1989 in Ceva (CN), Italien) ist ein italienischer Fußballspieler.
Castiglia entstammt der Jugendabteilung von Juventus Turin. Er spielt im zentralen Mittelfeld, übernimmt dort meist die Rolle des Spielgestalters und wird deshalb oft mit Andrea Pirlo verglichen.

## Karriere
Luca Castiglia wechselte im Sommer 2005 von Torino Calcio zum Lokalrivalen Juventus. Dort gewann er in seiner ersten Saison sofort die italienische Meisterschaft in der Altersstufe Allievi Nazionali, vergleichbar mit der B-Jugend in Deutschland. Im Jahr 2009 gewann Castiglia mit der Primavera, der höchsten Jugendmannschaft, die prestigereiche Coppa Carnevale in Viareggio.
Bereits am 27. Januar 2008 debütierte Castiglia in der Profimannschaft der Juve, als er beim 3:1-Auswärtssieg im Serie-A-Spiel bei der AS Livorno kurz vor Schluss für Pavel Nedvěd eingewechselt wurde.
Für die Saison 2009/10 wurde Castiglia an die AC Cesena in der Serie B ausgeliehen. Die Cavallucci Marini besaßen eine Kaufoption, dennoch wurde das Leihgeschäft bereits im Januar 2010 beendet, da der Mittelfeldspieler in Cesena verletzungsbedingt nur auf einen Einsatz gekommen war. Castiglia wurde für die Rückrunde der Spielzeit zur AC Reggiana in die Lega Pro Prima Divisione verliehen, für die er acht Ligapartien absolvierte.
Im Juli 2010 wurde er erneut verliehen, diesmal an den Drittligisten FC Esperia Viareggio.

## Erfolge
- Campionato Allievi Nazionali: 2005/06
- Supercoppa Italiana Primavera: 2007
- Torneo di Viareggio: 2009